# Gastone Limarilli
Gastone Limarilli (Nervesa della Battaglia, 29 maggio 1927 – Caerano di San Marco, 30 giugno 1998) è stato un tenore italiano.

## Biografia
Studiò a Pesaro con il maestro Arturo Melocchi, al quale era stato mandato da Mario Del Monaco, suo primo insegnante e a sua volta allievo del maestro Melocchi.
Il debutto fu nel 1955 al "Teatro Nuovo" di Milano come Canio in Pagliacci, cui seguirono il debutto all'Opera di Vienna nel 1958 e il precoce esordio al Teatro alla Scala il 23 dicembre 1959 in Fedra di Ildebrando Pizzetti.
Si esibì sui principali palcoscenici italiani e in alcuni prestigiosi teatri internazionali, tra cui il Covent Garden di Londra, la Staatsoper di Vienna e il Teatro dell'Opera di Montecarlo.  Importante fu anche la frequente presenza nelle arene estive, come l'Arena di Verona, lo Sferisterio di Macerata e le Terme di Caracalla, per le quali la voce era particolarmente adatta.
Il repertorio comprendeva circa cinquanta titoli, con prevalenza di quelli verdiani (compreso il primo Verdi) e pucciniani, per i quali è maggiormente noto. Interpretò anche il repertorio dell'opera contemporanea, oltre a Pizzetti di compositori come Franco Alfano ed Ennio Porrino.
Era dotato di voce limpida e timbrata di tenore lirico spinto, con grande facilità e squillo, soprattutto nel registro acuto. Dopo il ritiro dalle scene si dedicò all'insegnamento. Affetto da malattia invalidante, morì suicida. È sepolto nel cimitero di Montebelluna.

## Repertorio
- Franco Alfano
  - Risurrezione (Dimitri)
- Vincenzo Bellini
  - I Capuleti e i Montecchi (Tebaldo)
  - Norma (Pollione)
- Georges Bizet
  - Carmen (Don Josè)
- Alfredo Catalani
  - La Wally (Giuseppe Hagenbach)
- Francesco Cilea
  - Adriana Lecouvreur (Maurizio)
- Gaetano Donizetti
  - Linda di Chamounix (Carlo)
  - Don Sebastiano (Don Sebastiano)
- Umberto Giordano
  - Andrea Chénier (Andrea Chénier)
  - Fedora (Loris Ipanov)
  - La cena delle beffe (Giannetto)
- Ruggero Leoncavallo
  - Pagliacci (Canio)
  - La bohème (Marcello)
- Pietro Mascagni
  - Cavalleria rusticana (Turiddu)
- Modest Petrovič Musorgskij
  - Chovanščina (Andreij Chovanskij)
- Ildebrando Pizzetti
  - Fedra (Ippolito)
- Amilcare Ponchielli
  - La Gioconda (Enzo Grimaldo)
- Ennio Porrino
  - I Shardana (Torbeno)
- Giacomo Puccini
  - Manon Lescaut (Des Grieux)
  - Tosca (Mario Cavaradossi)
  - Madama Butterfly (F.B. Pinkerton)
  - La fanciulla del West (Dick Johnson)
  - Il tabarro (Luigi)
  - Turandot (Calaf)
- Gioachino Rossini
  - Otello, ossia il Moro di Venezia (Jago)
  - Zelmira (Antenore)
  - Moïse et Pharaon (Elisero)
- Camille Saint-Saëns
  - Sansone e Dalila (Sansone)
- Giuseppe Verdi
  - Nabucco (Ismaele)
  - Ernani (Ernani)
  - I masnadieri (Carlo)
  - Attila (Foresto)
  - Macbeth (Macduff)
  - La battaglia di Legnano (Arrigo)
  - Stiffelio (Stiffelio)
  - Il trovatore (Manrico)
  - I vespri siciliani (Arrigo)
  - Un ballo in maschera (Riccardo)
  - La forza del destino (Alvaro)
  - Aida (Radames)
  - Otello (Otello)
- Richard Wagner
  - I maestri cantori di Norimberga (Walter)
- Carl Maria von Weber
  - Il franco cacciatore (Max)
- Riccardo Zandonai
  - Francesca da Rimini (Paolo Malatesta)

## Discografia
- Gioachino Rossini
  - Zelmira, direttore Carlo Franci, con Virginia Zeani, Anna Maria Rota, Paolo Washington, Nicola Tagger - dal vivo Napoli 1966 ed. Opera D'Oro
  - Otello, direttore Carlo Franci, con Virginia Zeani, Plinio Clabassi, Aldo Bottion, Giovanna Fioroni - dal vivo New York (complessi del Teatro dell'Opera di Roma) 1968 ed. MRF
  - Moïse et Pharaon, direttore Gianandrea Gavazzeni, con Cesare Siepi, Veriano Luchetti, Silvano Carroli, Celestina Casapietra - dal vivo Venezia 1974 ed. Mondo Musica
- Vincenzo Bellini - Norma, direttore Oliviero De Fabritiis, con Leyla Gencer, Fiorenza Cossotto, Ivo Vinco - dal vivo Losanna 1966 ed. Myto
- Giuseppe Verdi
  - La battaglia di Legnano, direttore Vittorio Gui, con Leyla Gencer, Giuseppe Taddei, Paolo Washington - dal vivo Firenze 1959 ed. Cetra/Myto
  - Nabucco, direttore Bruno Bartoletti, con Ettore Bastianini, Margherita Roberti, Paolo Washington, Miriam Pirazzini - dal vivo Firenze 1959 ed. CLS/Lyric Distribution
  - Aida, direttore Arturo Basile, con Gabriella Tucci, Adriana Lazzarini, Giangiacomo Guelfi, Giuseppe Modesti - dal vivo Roma-RAI 1960 ed. Walhall
  - Attila, direttore Bruno Bartoletti, con Boris Christoff, Margherita Roberti, Giangiacomo Guelfi - dal vivo Firenze 1962 ed. Myto/Opera D'Oro
  - Il trovatore, direttore Oliviero De Fabritiis, con Antonietta Stella, Ettore Bastianini, Giulietta Simionato, Bruno Marangoni - dal vivo Tokyo 1963 ed. Rodolphe
  - Ernani, direttore Francesco Molinari Pradelli, con Margherita Roberti, Cornell MacNeil, Nicola Rossi-Lemeni - dal vivo Parma 1963 ed. Lyric Distribution
  - Aida (atti 1, 2 e 3), direttore Tullio Serafin, con Leyla Gencer, Giulietta Simionato, Giangiacomo Guelfi, Bonaldo Giaiotti - video dal vivo Verona 1963 ed. Charles Handelman
  - I masnadieri, direttore Gianandrea Gavazzeni, con Margherita Roberti, Mario Zanasi, Bonaldo Giaiotti - dal vivo Firenze 1963 ed. Lyric Distribution
  - I vespri siciliani, direttore Gianandrea Gavazzeni, con Leyla Gencer, Giangiacomo Guelfi, Nicola Rossi-Lemeni - dal vivo Roma 1964 ed. Melodram
  - La forza del destino, direttore Mario Rossi, con Elinor Ross, Silvano Carroli, Ivo Vinco - dal vivo Venezia 1966 ed. Mondo Musica
  - Stiffelio, direttore Peter Maag, con Angeles Gulin, Walter Alberti - dal vivo Parma 1968 ed. Gala
  - I masnadieri, direttore Franco Mannino, con Rita Orlandi Malaspina, Mario Petri, Bonaldo Giaiotti - dal vivo Torino-RAI 1971 ed. Opera Lovers
  - Nabucco, direttore Nino Sanzogno, con Mario Zanasi, Angeles Gulin, Bonaldo Giaiotti - dal vivo Venezia 1972 ed. Mondo Musica
- Giacomo Puccini
  - Turandot, direttore Gabriele Santini, con Gertrude Grob-Prandl, Jolanda Meneguzzer, Paolo Washington, dal vivo Firenze 1958 ed. OOA
  - La fanciulla del west (DVD), direttore Oliviero De Fabritiis, con Antonietta Stella, Anselmo Colzani - dal vivo Tokio 1963 ed. VAI
  - Manon Lescaut, direttore Mario Rossi, con Antonietta Stella, Kostas Paskallis - dal vivo Vienna 1964 ed. Première Opera
  - La fanciulla del west, direttore Arturo Basile, con Magda Olivero, Lino Puglisi - dal vivo Trieste 1965 ed. Nuova Era
  - La fanciulla del west,  direttore Fernando Previtali, con Magda Olivero, Anselmo Colzani - dal vivo Torino 1966 ed. MRF
  - Manon Lescaut, direttore Antonino Votto, con Ilva Ligabue, Mario Basiola - dal vivo Palermo 1968 ed. Opera Lovers
  - Tosca, direttore Napoleone Annovazzi, con Marcella Pobbe, Giangiacomo Guelfi - dal vivo Roma 1973 ed. OOA
- Ruggero Leoncavallo: Pagliacci, direttore Ugo Rapalo, con Clara Petrella, Piero Cappuccilli, Marco Stecchi - dal vivo Napoli 1966 ed. Lyric Distribution
- Ildebrando Pizzetti: Fedra, direttore Gianandrea Gavazzeni, con Régine Crespin, Dino Dondi, Nicola Rossi-Lemeni, Paolo Montarsolo, Edda Vincenzi - dal vivo La Scala 1959 ed. Lyric Distribution

### Musica leggera
- Napoli...tu si "na cosa grande" - Orchestra Alberto Pizzigoni - Jaguar Records 1966.